# Breakaway (álbum)
Breakaway é o segundo álbum de estúdio da cantora estadunidense Kelly Clarkson, lançado em 30 de novembro de 2004 através da RCA Records. O álbum viu Clarkson colaborando com vários produtores e compositores pela primeira vez, principalmente Dr. Luke, Max Martin, John Shanks, Kara DioGuardi, Ben Moody e David Hodges; os dois últimos são ex-membros da banda de rock americana Evanescence. Apesar do sucesso comercial de seu álbum de estreia, Thankful (2003), críticos musicais permaneceram limitando Clarkson a uma vencedora do American Idol e foram muito críticos quanto suas tentativas de estabelecer um apelo comercial por conta própria. Querendo se afastar disso, ela foi convencida por Clive Davis a trabalhar com Dr. Luke e Martin em Estocolmo, e com Moody e Hodges em Los Angeles, em busca de uma direção pop rock. Isso também a levou a se separar de seu empresário Simon Fuller e contratar os serviços de gerenciamento de Jeff Kwatinetz antes do lançamento do álbum. Breakaway é um álbum pop rock com elementos de rock e soul, distanciando-se do som influenciado pelo R&B de Thankful; suas letras exploram temas de decepções, amor e escapismo.
Breakaway recebeu uma resposta positiva dos críticos musicais, com muitos elogiando a nova sonoridade pop rock de Clarkson e sua performance vocal. Recebeu múltiplos prêmios e indicações, incluindo duas vitórias no Grammy Awards de 2006 e uma indicação ao Juno Awards. O álbum obteve grande sucesso comercial, vendendo mais de 12 milhões de cópias mundialmente, tornando-se o álbum mais vendido da carreira de Clarkson bem como um dos álbuns mais vendidos do século XXI. Depois de estrear na terceira posição da Billboard 200 nos Estados Unidos, o álbum permaneceu no top vinte da tabela durante mais de um ano, eventualmente recebendo o certificado de platina sêxtupla da Recording Industry Association of America (RIAA).
Os singles do álbum, "Since U Been Gone", "Behind These Hazel Eyes", "Because of You", "Walk Away" e "Breakaway", tornaram-se sucessos mundiais e algumas das canções-assinatura de Clarkson. Seus sucessos levaram a Billboard a creditá-la por criar o som central da música pop mainstream como um som uptempo dos anos 2000. Adicionalmente, Breakaway estabeleceu Clarkson com uma das quatro artistas mais rentáveis da Sony BGM dos anos 2000. Internacionalmente, o álbum alcançou o topo das tabelas da Irlanda e Países Baixos e tornou-se o sétimo álbum mais vendido de 2005, obtendo o certificado de platina em mais de 17 países. Para promover o álbum, Clarkson embarcou em três turnês internacionais de 2005 a 2006: Breakaway Tour, Hazel Eyes Tour e Addicted Tour. A Billboard classificou na 77ª posição da lista dos Melhores Álbuns de Todos os Tempos da Billboard 200.

## Antecedentes e concepção

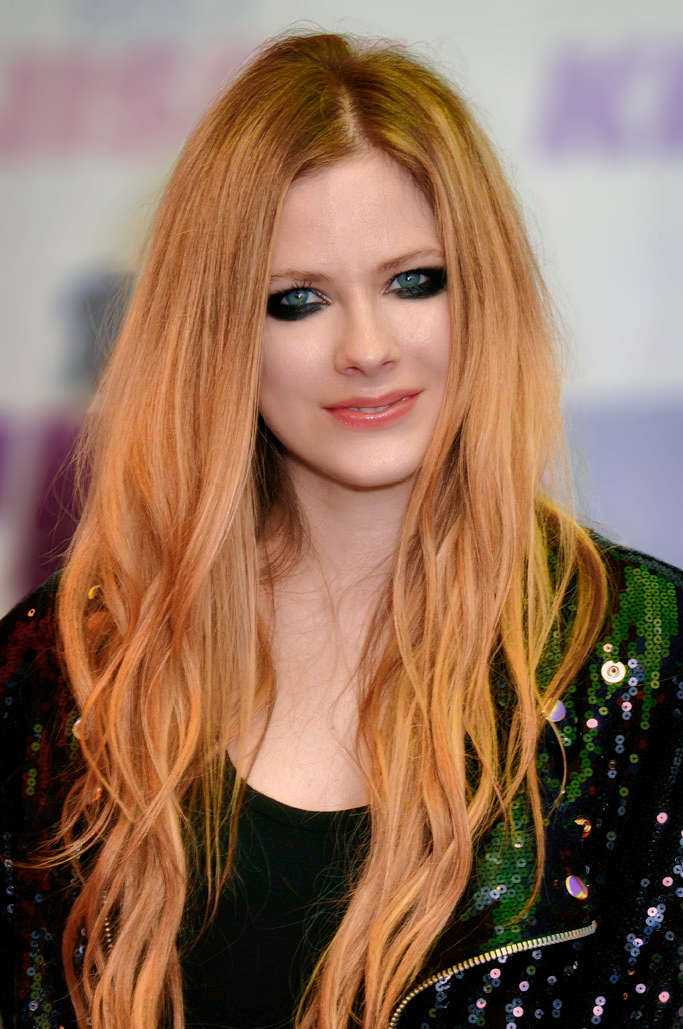
A faixa-título foi co-escrita por Avril Lavigne (imagem), que pensou originalmente em incluir no seu disco de estreia Let Go.

No início de 2004, Clarkson começou a gravar material para o seu segundo álbum de estúdio, sucedendo ao seu disco de estreia Thankful, de 2003. O desenvolvimento do projecto iniciou-se em simultâneo com a realização da digressão Independent Tour, com Clay Aiken, finalista da segunda edição do American Idol. Kelly também manifestou a intenção de gravar com Fantasia Barrino, vencedora da terceira temporada da competição, e cujo álbum também estava escalado para ser lançado na mesma altura. Quando começou a trabalhar com Clive Davis no projecto, Clarkson foi convidada por Whitney Houston para gravar a canção "Breakaway", que seria incluída na banda sonora do filme de 2004 da Walt Disney Pictures, The Princess Diaries 2: Royal Engagement, que contou com a co-produção de Houston. Composta por Avril Lavigne, Matthew Gerrard, e Bridget Benenate, a faixa foi inicialmente cogitada para ser incluída no álbum de estreia de Lavigne Let Go, mas foi considerada inadequada para a sua direcção musical. "Breakaway" foi lançada pela primeira vez em Julho de 2004, através da Walt Disney Records, como single da banda sonora do filme, servindo também como foco provisório de promoção para Breakaway. Depois de estrear na 60.ª posição da tabela Billboard Hot 100, a canção atingiu a sexta posição como melhor uma semana antes do lançamento do disco.
Após a conclusão da Independent Tour, em abril de 2004, a artista começou a desenvolver o conteúdo de Breakaway. "Escrevi a maior parte [das canções] até agora, mas há algumas pessoas que têm algumas coisas para mim. Não sou daquelas pessoas que acha que tem que escrever tudo. [Vou cantar], desde que me consiga relacionar com elas", disse numa entrevista. Durante a concepção do álbum, Davis revelou estar relutante em deixar Clarkson escrever o material para o projecto: "Sempre incentivei as pessoas a escrever as suas próprias canções, mas no mundo pop, onde a carreira depende totalmente de sucessos, podemos ficar cépticos. Artistas com grandes vozes como Melissa Manchester e Taylor Dayne poderiam ter tido carreiras muito mais longas se não tivessem insistido em escrever o seu próprio material", referiu o produtor. A cantora reiterou que estava a compor os temas, relacionando-os com a sua adolescência, mas invés de discutir sobre editoras discográficas ou habilidades, em conjunto com Davis, chegaram a um acordo; metade do disco seria da sua autoria, enquanto que a outra parte seria constituída por músicas compostas de outros compositores e produtores. "Só acho graça quando todos estes homens de meia-idade me disseram, 'Não sabes como uma canção pop precisa de soar'. Sou uma rapariga de 23 anos! Mas estava a travar estas batalhas sozinha", explicou. Em Fevereiro de 2004, Kelly reuniu-se com os músicos Ben Moody e David Hodges, que tinham saído no final de 2003 da banda norte-americana de rock Evanescence. "Não sabia que ele [Moody] já não estava com os Evanescence". Gostei realmente do seu estilo e pensei que poderia ser agradável trabalhar com um deles. Então, perguntei aleatoriamente às pessoas com quem trabalho, 'acha que ele aceitaria trabalhar comigo?'. Descobri da separação [do grupo] e o que ele estava a fazer (...) por isso funcionou perfeitamente". Moody considerou que era "divertido" porque considerou uma "nova experiência", visto que o músico não estava a trabalhar em nada específico e queria trabalhar de uma forma diferente.
Preocupado com Clarkson ser continuadamente rotulada apenas como vencedora de um concurso de talentos, Davis encontrou-se com diversos produtores, principalmente Max Martin, e encorajou-os a conceber uma direção pop rock para as obras de Breakaway. A cantora expressou vontade em ser conhecida como vencedora do American Idol, dizendo o seguinte: "Fui a primeira, e estou ciente de que isso vai sempre acompanhar-me sempre. [Não há como fugir disso], então porquê tentar?". Depois de o conhecer, Martin apresentou músicas que compôs com Dr. Luke: "Since U Been Gone" e uma versão de demonstração de "Behind These Hazel Eyes". Davis queria que Clarkson gravasse as faixas, descrevendo-as como tendo "aresta cortante rock, mas ainda capazes de ser tornarem sucessos pop. Martin insistiu que as maquetes deveriam ser dadas a personalidades do rock, ambicionando a sua desvinculação de trabalhos de produção para Backstreet Boys e Britney Spears na década de 1990. "Max estava a tentar seguir em frente em relação ao que tinha feito com os Backstreet Boys, e ainda demorei algum tempo a convencê-lo de que um vencedor do American Idol poderia trazer todo o sentimento e paixão necessários para as músicas", confidenciou Davis. Martin, e posteriormente Dr. Luke, finalmente concordaram com Davis e convidaram Clarkson para viajar até à Suécia para gravar os temas. Após escutar a sonoridade das faixas, a jovem ficou céptica com os elementos pop, e os três em conjunto, decidiram desenvolver um som derivado do rock, algo que Clarkson afirmou que Clive não aprovou. O produtor executivo acabou por assegurar que estava em êxtase com a perspectiva, alegando que tinha sido Kelly a não gostar e que ambas as canções deveriam ser retiradas do álbum. A intérprete então afirmou que queria que as canções estivessem incluídas no projecto e atestou que Davis detestou "Because of You", dizendo que ela "era uma compositora horrível, que deveria estar grata pelas dádivas que lhe tinham sido dadas por ele". Em resposta, Davis afirmou que gostou da canção e sentiu que Kelly conseguiria realmente escrever sucessos.

## Lista de faixas
| Breakaway – Edição padrão |                                |                                                |                           |         |  |
| N.º                       | Título                         | Compositor(es)                                 | Produtor(es)              | Duração |  |
| 1.                        | "Breakaway"                    | Matthew Gerrard Bridget Benenate Avril Lavigne | John Shanks               | 3:57    |  |
| 2.                        | "Since U Been Gone"            | Kelly Clarkson Martin Sandberg Lukasz Gottwald | Max Martin Dr. Luke       | 3:08    |  |
| 3.                        | "Behind These Hazel Eyes"      | Clarkson Martin Gottwald                       | Martin Dr. Luke           | 3:18    |  |
| 4.                        | "Because of You"               | Clarkson David Hodges Ben Moody                | Hodges Moody              | 3:39    |  |
| 5.                        | "Gone"                         | Kara DioGuardi Shanks                          | Shanks                    | 3:25    |  |
| 6.                        | "Addicted"                     | Clarkson Hodges Moody                          | Hodges Moody              | 3:57    |  |
| 7.                        | "Where Is Your Heart"          | Clarkson DioGuardi Chantal Kreviazuk           | Raine Maida Kreviazuk     | 4:39    |  |
| 8.                        | "Walk Away"                    | Kreviazuk Maida DioGuardi Clarkson             | Maida DioGuardi Kreviazuk | 3:08    |  |
| 9.                        | "You Found Me"                 | DioGuardi Shanks                               | Shanks                    | 3:39    |  |
| 10.                       | "I Hate Myself for Losing You" | DioGuardi Jimmy Harry Shep Solomon             | Clif Magness              | 3:20    |  |
| 11.                       | "Hear Me"                      | Clarkson DioGuradi Magness                     | Magness                   | 3:56    |  |
| 12.                       | "Beautiful Disaster" (ao vivo) | Rebekah Jordan Matthew Wilder                  |                           | 4:34    |  |
| Duração total:            | Duração total:                 | Duração total:                                 | Duração total:            | 42:42   |  |

| Breakaway – Edição limitada (faixas bônus) |                    |                                                        |                |         |  |
| N.º                                        | Título             | Compositor(es)                                         | Produtor(es)   | Duração |  |
| 13.                                        | "Miss Independent" | Clarkson Rhett Lawrence Christina Aguilera Matt Morris | Lawrence       | 3:39    |  |
| 14.                                        | "Low"              | Jimmy Harry                                            | Magness        | 3:29    |  |
| Duração total:                             | Duração total:     | Duração total:                                         | Duração total: | 51:50   |  |

| Breakaway – Edição especial (CD bônus) |                                                                         |                            |         |  |
| N.º                                    | Título                                                                  | Compositor(es)             | Duração |  |
| 1.                                     | "Since U Been Gone" (Jason Nevins Club Mix)                             | Clarkson Sandberg Gottwald | 7:40    |  |
| 2.                                     | "Behind These Hazel Eyes" (Joe Bermudez & Josh Harris Top 40 Radio Mix) | Clarkson Martin Gottwald   | 3:10    |  |
| 3.                                     | "Breakaway" (ao vivo do NapsterLive)                                    | Gerrard Benenate Lavigne   | 4:21    |  |
| 4.                                     | "Because of You" (ao vivo da Rolling Stone)                             | Clarkson Hodges Moody      | 3:34    |  |
| 5.                                     | "Miss Independent" (ao vivo do AOL)                                     | DioGuardi Shanks           | 3:41    |  |
| 6.                                     | "Hear Me" (AOL Live)                                                    | Clarkson DioGuardi Magness | 3:56    |  |
| Duração total:                         | Duração total:                                                          | Duração total:             | 71:09   |  |

| Breakaway – Edição especial (DVD bônus) |                                        |                |         |  |
| N.º                                     | Título                                 | Diretor(es)    | Duração |  |
| 1.                                      | "Since U Been Gone" (videoclipe)       | Alex DeRakoff  | 3:08    |  |
| 2.                                      | "Behind These Hazel Eyes" (videoclipe) | Joseph Kahn    | 3:18    |  |
| 3.                                      | "Because of You" (videoclipe)          | Vadim Perelman | 3:39    |  |

## Desempenho nas tabelas musicais
| Tabela musical (2004-2006)             | Melhor posição |
| -------------------------------------- | -------------- |
| Alemanha - Media Control AG            | 4              |
| Austrália - ARIA Albums Chart          | 2              |
| Áustria - Ö3 Austria Top 40 Longplay   | 3              |
| Bélgica - Ultratop (Flandres)          | 3              |
| Bélgica - Ultratop (Valónia)           | 31             |
| Canadá - Canadian Albums Chart         | 6              |
| Croácia - Hrvatska diskografska udruga | 27             |
| Dinamarca - Tracklisten                | 2              |
| Espanha - PROMUSICAE                   | 43             |
| Estados Unidos - Billboard 200         | 3              |
| Finlândia - Suomen virallinen lista    | 6              |
| França - SNEP                          | 20             |
| Grécia - IFPI                          | 2              |
| Hungria - MAHASZ                       | 19             |
| Irlanda - Top 100 Artist Album         | 1              |
| Itália - FIMI                          | 36             |
| Japão - Oricon · (edição padrão)       | 40             |
| Japão - Oricon · (edição especial)     | 184            |
| Malásia - Internacional Chart          | 1              |
| México - Mexican Albums Chart          | 13             |
| Nova Zelândia - RIANZ                  | 5              |
| Noruega - VG-lista                     | 8              |
| Países Baixos - Mega Album Top 100     | 1              |
| Polónia - ZPAV                         | 24             |
| Portugal - Top 30 Artistas             | 4              |
| Reino Unido - UK Albums Chart          | 3              |
| Chéquia - ALBUMS - Top 100             | 27             |
| Suécia - Sverigetopplistan             | 6              |
| Suíça - Schweizer Hitparade            | 2              |
| Tabela musical (2010)                  | Melhor posição |
| Coreia do Sul - Gaon Music Chart       | 39             |

| Tabela musical (2005-2006)          | Posição |
| ----------------------------------- | ------- |
| Austrália - ARIA Albums Chart       | 2       |
| Áustria - Ö3 Austria Top 75         | 22      |
| Bélgica - Ultratop (Flandres)       | 10      |
| Bélgica - Ultratop (Valónia)        | 99      |
| Dinamarca - Tracklisten             | 13      |
| Estados Unidos - Billboard 200      | 5       |
| Finlândia - Suomen virallinen lista | 17      |
| Países Baixos - Album Top 100       | 10      |
| Reino Unido - UK Albums Chart       | 8       |
| Suécia - Sverigetopplistan          | 39      |
| Suíça - Schweizer Hitparade         | 19      |

| Tabela musical (2000–2009)     | Posição |
| ------------------------------ | ------- |
| Austrália - ARIA Albums Chart  | 21      |
| Estados Unidos - Billboard 200 | 29      |

| País           | Provedor     | Certificação |
| -------------- | ------------ | ------------ |
| África do Sul  | RIAS         | Platina      |
| Alemanha       | BVMI         | 3× Ouro      |
| Austrália      | ARIA         | 7× Platina   |
| Bélgica        | BEA          | Platina      |
| Brasil         | ABPD         | Ouro         |
| Canadá         | Music Canada | 5× Platina   |
| Dinamarca      | IFPI         | Platina      |
| Estados Unidos | RIAA         | 6× Platina   |
| Europa         | IFPI         | 2× Platina   |
| França         | SNEP         | Ouro         |
| Hungria        | Mahasz       | Ouro         |
| Indonésia      | ASIRI        | Platina      |
| Irlanda        | IRMA         | 7× Platina   |
| México         | AMPROFON     | Ouro         |
| Nova Zelândia  | RIANZ        | 3× Platina   |
| Noruega        | IFPI         | Platina      |
| Portugal       | AFP          | Ouro         |
| Reino Unido    | BPI          | 4× Platina   |
| Singapura      | RIAS         | Platina      |
| Suécia         | IFPI         | Platina      |
| Suíça          | IFPI         | Platina      |

## Créditos
O álbum atribui os seguintes créditos:
- A&R – Stephen Ferrera
- Arranjos – David Campbell, Chantal Kreviazuk, David Hodges, Raine Maida, Clif Magness
- Direcção de arte – Robin C. Hendrickson, Brett Kilroe
- Engenharia de áudio – Lars Fox, Toby Francis, Clif Magness, Mark Valentine
  - Engenharia Pro Tools – Johan Brorsson, John Hanes
  - Assistência de engenharia – Jon Berkowitz, Sergio Chavez, Kevin Harp, Mark Kiczula, Aaron Lepley, Renson Mateo, Glenn Pittman, Cesar Ramirez
- Composição – Christina Aguilera, Bridget Benenate, Kelly Clarkson, Kara DioGuardi, Chantal Kreviazuk, David Hodges, Matthew Gerrard, Lukasz Gottwald, Jimmy Harry, Rebekah Jordan, Avril Lavigne, Rhett Lawrence, Raine Maida, Clif Magness, Martin Sandberg, Ben Moody, Matt Morris, John Shanks, Sheppard Solomon, Matthew Wilder
- Agência – Simon Fuller, Jeff Kwatinetz
- Masterização – Joe Yannece
- Mistura – Bob Clearmountain, Serban Ghenea, Brad Gilderman, Rhett Lawrence, Steve McMillan, Dave Pensado, Jeff Rothschild, John Shanks
  - Assistência de mistura – Kevin Harp, Tim Roberts
- Fotografia – Tony Duran, James White
- Produção executiva – Clive Davis
- Produção – Kara DioGuardi, Dr. Luke, Chantal Kreviazuk, David Hodges, Rhett Lawrence, Raine Maida, Clif Magness, Max Martin, Ben Moody, John Shanks
- Coordenação de produção – Shari Sutcliffe
- Programação – Jason Lader, Clif Magness
- Gravação – Lasse Mårtén
- Baixo – Paul Bushnell, Jason Lader, Clif Magness, Marty O'Brien, John Shanks
- Bateria – Kenny Aronoff, Mark Colbert, Randy Cooke, Olle Dahlstedt, Steve Ferrera, Josh Freese, Shawn Pelton, Jeff Rothschild
- Guitarras – Rhett Lawrence, Clif Magness, Raine Maida, Ben Moody, Phil X, Olle Romo, John Shanks
- Teclado e piano – David Hodges, Jason Halbert, Clif Magness, John Shanks
- Instrumento de cordas – Victor Lawrence, Shanti Randall, Mark Robertson, Shalini Vijayan
- Outros instrumentos – Dr. Luke, Max Martin
- Vocais de apoio – Kelly Clarkson, Suzie Benson, Danielle Brisebois

## Histórico de lançamento
| País           | Data                   | Formato          | Editora discográfica | Edição       |
| -------------- | ---------------------- | ---------------- | -------------------- | ------------ |
| Austrália      | 1 de Novembro de 2004  | Descarga digital | Bertelsmann Music    | Padrão       |
| Japão          | 1 de Novembro de 2004  | Descarga digital | BMG Japan            | Padrão       |
| Nova Zelândia  | 1 de Novembro de 2004  | Descarga digital | Bertelsmann Music    | Padrão       |
| Portugal       | 1 de Novembro de 2004  | Descarga digital | Sony Music           | Padrão       |
| Reino Unido    | 1 de Novembro de 2004  | Descarga digital | RCA                  | Padrão       |
| Canadá         | 17 de Novembro de 2004 | Descarga digital | Bertelsmann Music    | Padrão       |
| Canadá         | 30 de Novembro de 2004 | CD               | Bertelsmann Music    | Padrão       |
| Brasil         | 17 de Novembro de 2004 | Descarga digital | Sony Music           | Padrão       |
| Estados Unidos | 17 de Novembro de 2004 | Descarga digital | RCA, 19, S           | Padrão       |
| Estados Unidos | 30 de Novembro de 2004 | CD               | RCA, 19, S           | Padrão       |
| Espanha        | 1 de Janeiro de 2005   | CD               | RCA, Sony Music      | Padrão       |
| Austrália      | 3 de Janeiro de 2005   | CD               | Bertelsmann Music    | Padrão       |
| Alemanha       | 8 de Janeiro de 2005   | CD               | Sony Music           | Padrão       |
| Japão          | 26 de Janeiro de 2005  | CD               | BMG Japan            | Limitada     |
| Nova Zelândia  | 20 de Junho de 2005    | CD               | Bertelsmann Music    | Padrão       |
| Países Baixos  | 1 de Julho de 2005     | CD               | RCA, 19              | Padrão       |
| Brasil         | 16 de Julho de 2005    | Descarga digital | Sony Music           | Limitada     |
| Reino Unido    | 18 de Julho de 2005    | CD               | RCA                  | Limitada     |
| França         | 18 de Julho de 2005    | CD               | Jive                 | Limitada     |
| Brasil         | 19 de Julho de 2005    | CD               | Sony Music           | Padrão       |
| China          | 30 de Setembro de 2005 | CD               | Sony BMG Music       | Limitada     |
| Portugal       | 24 de Outubro de 2005  | CD               | Sony Music           | Padrão       |
| Estados Unidos | 25 de Novembro de 2005 | CD+DVD           | RCA, 19, S           | Relançamento |
| Austrália      | 29 de Novembro de 2005 | CD+DVD           | Sony BMG Music       | Relançamento |
| Japão          | 21 de Dezembro de 2005 | CD+DVD           | BMG Japan            | Relançamento |
| França         | 2 de Março de 2006     | CD               | Jive                 | Relançamento |
| Portugal       | 15 de Maio de 2006     | CD               | Sony Music           | Relançamento |